# Unicorns (pel·lícula)
Unicorns és una pel·lícula dramàtica del 2023 dirigida per Àlex Lora protagonitzada per Greta Fernández al costat d'Elena Martín, Nora Navas i Pablo Molinero.

## Sinopsi
La vida de la jove, poliamorosa i ambiciosa Isa comença a enfonsar-se quan, indecisa a comprometre's en una relació monògama estable amb en Guillem, torna a casa de la seva família amb la seva mare.

## Repartiment
- Greta Fernández com a Isa[7][8][9]
- Elena Martín com a Abril[10]
- Nora Navas com a Mercè[10]
- Pablo Molinero com a Mikel[10]
- Lidia Casanova com a Gabi[10]
- Alejandro Pau com a Guillem[10]
- Sònia Ninyerola com a Marta[10]

## Producció

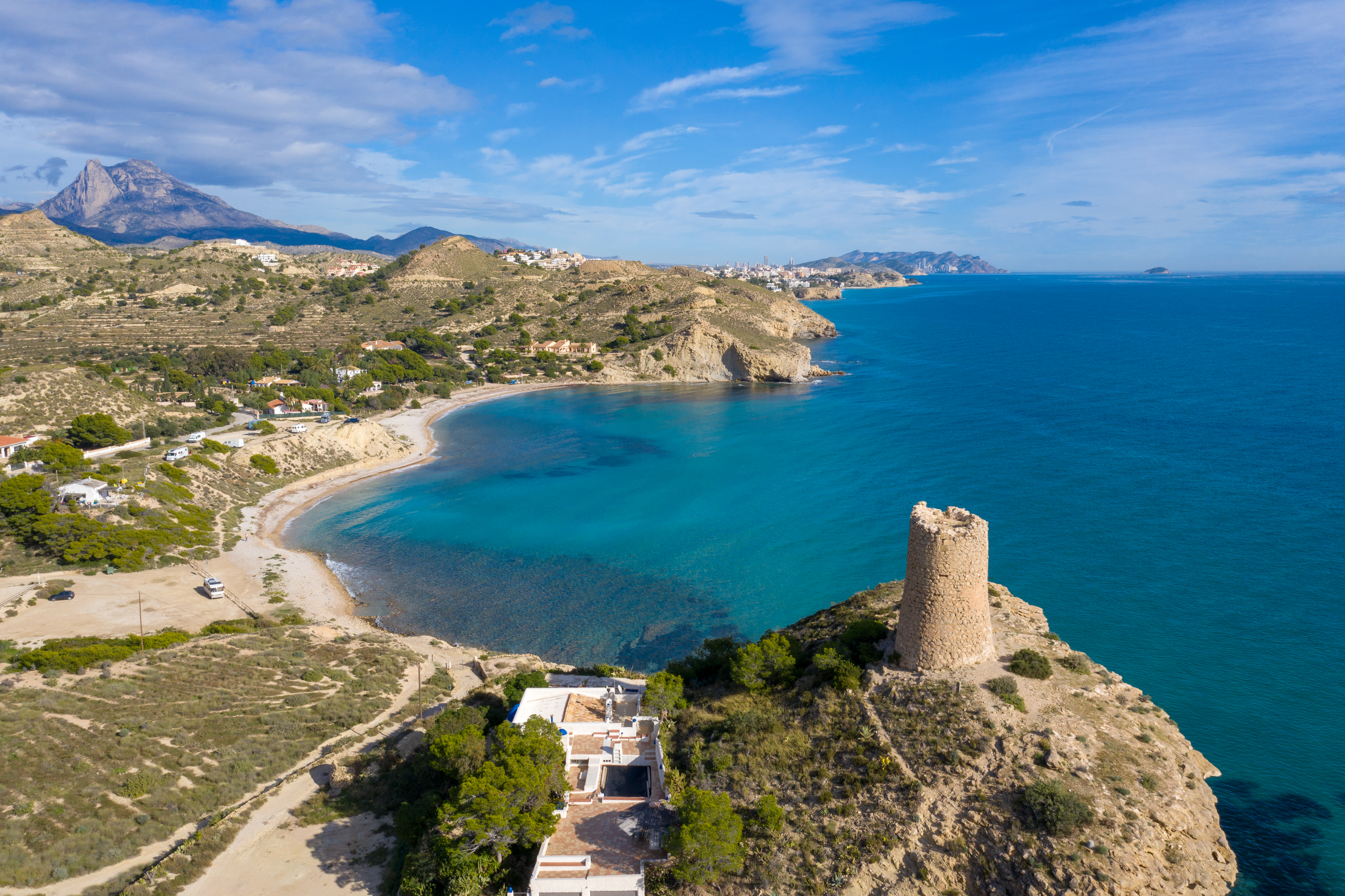
Les imatges s'han rodat a Cala el Xarco

El guió és una adaptació solta de la novel·la Mi casa en llamas de Sofía Ros, que s'allunya de l'obra original en centrar-se principalment en la transformació personal del protagonista. Va ser escrit per Marta Vivet, Pilar Palomero, María Mínguez i Àlex Lora. La pel·lícula va ser produïda per Inicia Films juntament amb Jaibo Films, amb el suport de TV3, IB3, ICEC, Movistar+ i Creative Europe's MEDIA. Thais Català va treballar com a director de fotografia.
El rodatge va començar a la província d'Alacant, amb algunes imatges rodades a Cala el Xarco (la Vila Joiosa), també rodades a Barcelona.

## Estrena
La pel·lícula està distribuïda per Filmax. Un cop acabat el rodatge, s'esperava la seva estrena als cinemes a Espanya per al 2022. La pel·lícula va arribar a la llista de selecció oficial del 26è Festival de Cinema de Màlaga i es va presentar el 15 de març de 2023. Estava previst que s'estrenés als cinemes el 19 de maig de 2023. Més tard es va informar que la seva data de llançament seria el 30 de juny de 2023.

## Rebuda
Toni Vall, de Cinemanía, va valorar la pel·lícula amb 4 sobre 5 estrelles, i va escriure que aconsegueix "retratar a fons el buit del nostre món, sense mitges tintes".
Quim Casas d'El Periódico de Catalunya va valorar la pel·lícula amb 2 estrelles sobre 5, considerant que és "un film una mica erràtic sobre un personatge erràtic".